# Cheonjeon-dong
Cheonjeon-dong (koreanska: 천전동) är en stadsdel i staden Jinju i provinsen Södra Gyeongsang i den södra delen av Sydkorea, 285 km söder om huvudstaden Seoul.